# 伊東洋三
伊東　洋三（いとう ようぞう、1943年 - ）は、日本の経済学者、専修大学名誉教授。専修大学情報科学研究所所長、経営研究所所長、ネットワーク情報学部学部長などを歴任。

## 経歴
「専修ネットワーク&インフォメーション（伊東洋三教授　退職記念号）」に基づき経歴を記述する。
- 1966年（昭和41年） - 一橋大学経済学部卒業
- 1968年（昭和43年） - 一橋大学大学院経済学研究科修士課程修了、修士、指導教官鍋谷清治[2]
- 1968年（昭和43年） - 東京工業大学大学工学部社会工学科助手
- 1971年（昭和46年） - 専修大学経営学部講師
- 1974年（昭和49年） - 専修大学経営学部助教授
- 1981年（昭和56年） - 専修大学経営学部教授
- 1993年（平成5年） - 専修大学情報科学研究所所長（1995年まで）
- 1999年（平成11年） - 専修大学経営研究所所長（2000年まで）
- 2001年（平成13年） - 専修大学ネットワーク情報学部教授
- 2009年（平成21年） - 専修大学ネットワーク情報学部学部長（2013年まで）

## 業績・著書
- 「不確実性のもとでの意思決定」、数理科学、1970年1月
- （共著）『競争社会のゲーム理論』、勁草書房、1970年10月
- （共著）『経済数学のすすめ』、日科技連、1972年4月
- （共著）『計画と決定』、学習研究社、1972年10月
- 「不動点定理と市場均衡」、数理科学、No.116, 1973年1月
- 「分離定理とミニマックス定理」、数理科学、No.117, 1973年2月
- 「確率係数線形確率モデルの統計的推測」、日本統計学会、 1974年7月